# Prąd Agulhas
Prąd Agulhas a. Prąd Południowoafrykański – ciepły prąd morski występujący na Oceanie Indyjskim, płynący w kierunku południowo-zachodnim, wzdłuż wschodniego wybrzeża południowej Afryki.
Ocean Indyjski w części środkowej ma stałą cyrkulację o kierunku przeciwnym do ruchu wskazówek zegara, charakterystyczną dla południowej półkuli. Biegnąc na zachód, Prąd Południoworównikowy wzbudzany pasatem południowo-wschodnim porusza się z prędkością 25 mil morskich/dzień od zachodnich brzegów Australii aż po Madagaskar. W rejonie Madagaskaru nurt jego rozdziela się na dwie odnogi. Skręcająca w prawo obmywa brzegi Kenii i osiąga prędkość 50, a czasem 80 mil/dzień. Wody Prądu Południoworównikowego skręcające w lewo omywają wschodnie wybrzeża Afryki, płynąc przez Kanał Mozambicki na południe. Na odcinku tym noszą nazwę Prądu Mozambickiego. Prędkość jego jest zmienna i wynosi od 20 do 100 mil/dzień. Na dalszym, południowym odcinku prąd ten przybiera nazwę Agulhas.
Prąd Agulhas jest kolejnym bardzo istotnym elementem mającym wpływ na powstawanie fal anormalnych u wybrzeży południowej Afryki. Płynie on na południowy zachód wzdłuż wschodniego wybrzeża południowej Afryki, ciągnąc się od Kanału Mozambickiego do Przylądka Dobrej Nadziei. Jest on zachodnim, granicznym prądem Oceanu Indyjskiego, a jego zderzenie z wodami atlantyckimi objawia się stałym, niezwykle silnym falowaniem morza. Najbardziej wyraźny efekt oddziaływania prądu widoczny jest wzdłuż izobaty 200 m. Oddziaływanie tego prądu jest odczuwalne nawet na głębokości 2000 m. Prąd ten ma istotne znaczenie w wymianie wód między Oceanem Indyjskim a Oceanem Atlantyckim.
Istnieje również szereg innych obiektów geograficznych o nazwie Agulhas.